# Norris Cole
Norris Gene Cole II (ur. 13 października 1988 w Dayton) – amerykański koszykarz, grający na pozycji rozgrywającego, dwukrotny mistrz NBA, obecnie zawodnik Unicaji Málaga.
Karierę koszykarską rozpoczął w 2007, kiedy to zaczął studia na uniwersytecie stanowym w Cleveland. Po ukończeniu college'u wziął udział w drafcie NBA 2011, w którym został wybrany z 28 numerem przez Chicago Bulls. W dzień draftu został wymieniony do Minnesoty Timberwolves, a następnie do Miami Heat. Mistrz NBA wraz z Miami Heat z sezonu 2011/12 i 2012/2013.
17 września 2015 przedłużył kontrakt z zespołem New Orleans Pelicans. 5 października 2016 został zawodnikiem chińskiego Shandong Golden Stars. Został zwolniony po rozegraniu 9 gier. 1 marca 2017 podpisał umowę do końca sezonu z klubem Oklahoma City Thunder.
14 sierpnia 2017 podpisał umowę z Maccabi Fox Tel Awiw. 17 sierpnia 2018 dołączył do włoskiego Sidigas Avellino.
11 listopada 2019 zawarł kontrakt z AS Monaco Basket.
19 sierpnia 2021 został zawodnikiem hiszpańskiej Unicaji Málaga.

## Osiągnięcia
Stan na 20 sierpnia 2021, na podstawie, o ile nie zaznaczono inaczej.

### NCAA
- Uczestnik II rundy turnieju NCAA (2009)
- Mistrz:
  - turnieju Ligi Horizon (2009)
  - sezonu zasadniczego Ligi Horizon (2011)
- Zawodnik roku Horizon League (2011)[14]
- Defensywny zawodnik roku Horizon League (2011)
- Zaliczony do:
  - I składu:
    - Ligi Horizon (2010, 2011)
    - turnieju Ligi Horizon (2009)
    - defensywnego Ligi Horizon (2011)
- Zespół Cleveland State zastrzegł należący do niego numer 30

### NBA
- Mistrz NBA (2012, 2013)
- Wicemistrz NBA (2014)
- Uczestnik Rising Stars Challenge (2012)

### Inne
Drużynowe
- Mistrz:
  - Francji (2021)
  - Izraela (2018)
  - Czarnogóry (2019)
- Wicemistrz Ligi Adriatyckiej (2019)
- Zdobywca pucharu:
  - Francji (2021)
  - ligi izraelskiej (2017)
  - Czarnogóry (2019)
- Uczestnik rozgrywek Euroligi (2018/2019)

Indywidualne
(* – nagrody przyznane przez portal eurobasket.com)
- MVP kolejki Ligi Mistrzów (1, 3 – 2018/2019)
- Zaliczony do składu honorable mention*:
  - Euroligi (2019)[11]
  - Ligi Mistrzów (2019)[11]
- Uczestnik meczu gwiazd francuskiej ligi LNB Pro A (2019)